# Lygaeus equestris
La cimice di terra (Lygaeus equestris (Linnaeus, 1758)) è un insetto rincote appartenente alla famiglia dei Ligeidi.

## Descrizione

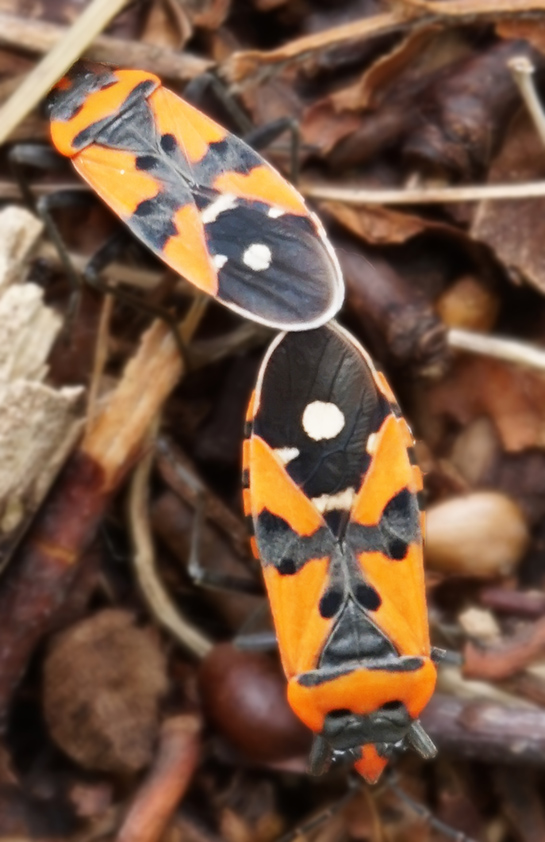
Esemplari in accoppiamento fotografati sui monti vicino a Plezzo (Goriziano, Slovenia)

Questo insetto, che da adulto raggiunge i 10-12 mm di lunghezza, è di forme ovale e presenta un vistoso colore aposematico, con una croce nera al centro delle elitre rosse e un punto bianco sulle membrane alari. Pertanto, potrebbe essere confuso con Lygaeus creticus. Le ali, nell'adulto, sono completamente sviluppate. 

## Biologia
Sia la larva, sia l'adulto, si nutrono dei semi del vincetossico (Vincetoxicum hirundinaria), una pianta velenosa grazie alla quale l'insetto stesso diventa tossico per gran parte degli altri animali (la larva giovane è monofaga, mentre gli stadi successivi si nutrono anche di altre piante). Gli adulti svernano raccogliendosi in gruppi al suolo o sotto la corteccia degli alberi; anche durante la bella stagione non è raro trovare diversi esemplari raccolti a prendere il sole.
La cimice di terra predilige i prati secchi o i margini soleggiati dei boschi.

## Distribuzione e habitat
È una specie a diffusione paleartica; è comune in gran parte d'Europa, con più frequenza nel Sud e nel Centro e più rara al Nord; è attestata anche in Iran.

## Tassonomia
La specie include tre sottospecie:
- Lygaeus equestris equestris (Linnaeus, 1758)
- Lygaeus equestris lactans (Horvath & G., 1899)
- Lygaeus equestris sicilianus (Wagner, 1955)